# 1278
1278 (MCCLXXVIII) fue un año común comenzado en sábado del calendario juliano.

## Acontecimientos
- En Austria Rodolfo I de Habsburgo asciende al trono ducal, dando inicio a la Casa de Habsburgo.
- En Bohemia asciende al trono Wenceslao II.
- Se establece el Principado de Andorra como entidad dependiente de la Corona de Aragón y condominio del obispado de Urgel y del condado de Foix.
- En Lérida se concluye y consagra la Seo Vieja (catedral antigua).
- En China, la dinastía Yuan establece la prefectura de Lijiang para representar a la corte imperial en Yunnan.
- En China, Kublai Kan toma Cantón.
- En Bhubaneshwar (Orisa, India) se inaugura el templo Ananta Vasudeva.

## Nacimientos
- Roberto de Anjou el Sabio, rey de Nápoles.

## Fallecimientos
- 26 de agosto - Otakar II de Bohemia (en combate).
- 10 de enero - Fernando Alfonso de León, hijo ilegítimo del rey Alfonso IX de León.